# Január 25.
Január 25. az év 25. napja a Gergely-naptár szerint. Az évből még 340 (szökőévekben 341) nap van hátra.
Névnapok: Pál + Apostol, Bottyán, Harriet, Hendrik, Henriett, Henrietta, Henrik, Palmer, Pável, Péter, Pető, Pósa, Saul

## Események

### Politikai események
- 817 – I. Paszkál pápa megválasztása.
- 1484 – II. Gergely tölti be a nyitrai püspöki széket.
- 1791 – A brit Parlament szétválasztja az addigi Québec tartományt Felső- és Alsó-Kanadára.
- 1922 – A Szlovák Néppárt a nemzetgyűlésben beterjeszti első hivatalos tervezetét Szlovákia autonómiájának törvénybe iktatására.
- 1949 – Megalakul a KGST.
- 1959 – XXIII. János pápa bejelenti a Második vatikáni zsinat összehívását.
- 2008
  - Benyújtja lemondását František Kašický szlovák védelmi miniszter.
  - Boris Tadić szerb köztársasági elnök és Vojislav Koštunica kormányfő találkozik Vlagyimir Putyin orosz elnökkel Moszkvában.
  - Súlyos autóbalesetet szenved a szerb belügyminiszter, Dragan Jočić.
  - Az olasz államfő, Giorgio Napolitano tárgyalásokat kezd Franco Marini szenátusi és Fausto Bertinotti képviselőházi elnökkel a Romano Prodi miniszterelnök lemondása nyomán kialakult belpolitikai válság rendezéséről.

### Tudományos és gazdasági események
- 1983 – Elindul az első infravörös hullámhossz tartományban kutató nemzetközi csillagászati műhold, az IRAS.
- 1994 – Elindul a Clementine amerikai holdszonda.
- 2004 – Megérkezik a Mars talajára az MER-B Opportunity, a második amerikai marsautó.

### Kulturális események
- 1914 – Elindul a Novine c. szlovén félradikális lap Magyarországon.

### Sportesemények
- 1976 – Formula–1-es brazil nagydíj, Interlagos - Győztes: Niki Lauda (Ferrari)

### Egyéb események
- 1348 – Súlyos földrengés az olaszországi Friuli térségében.

## Születések
- 750 – IV. León bizánci császár († 780)
- 1627 – Robert Boyle ír-angol fizikus és kémikus, a Royal Society elnöke († 1691).
- 1688 – Juraj Jánošík szlovák betyár († 1713)
- 1723 – La Clairon francia színésznő († 1803)
- 1746 – Félicité de Genlis, francia írónő, hárfás és pedagógus († 1830)
- 1759 – Robert Burns skót költő, dalszerző († 1796)
- 1798 – Szász Károly államférfi, matematikus († 1853)
- 1818 – Kruspér István metrológus, geodéta, az MTA tagja, († 1905)
- 1826 – Gyulai Pál magyar író, költő, kritikus, irodalomtörténész, az MTA tagja († 1909)
- 1831 – Pintér István felsőszölnöki szlovén bíró, költő († 1875)
- 1832 – Ivan Ivanovics Siskin orosz tájképfestő († 1898)
- 1866 – Kováts István szlovénül alkotó történész, író († 1945)
- 1874 – William Somerset Maugham angol író, drámaíró († 1965)
- 1875 – Kolosváry Bálint jogász, egyetemi tanár († 1954)
- 1882 – Virginia Woolf angol írónő († 1941)
- 1886 – Wilhelm Furtwängler német karmester és zeneszerző († 1954)
- 1892 – Arkagyij Dmitrijevics Svecov szovjet mérnök, repülőgépmotor-tervező († 1953)
- 1894 – Mihail Csiaureli szovjet-grúz filmrendező, forgatókönyvíró, színész, ötszörös állami díjas, a Szovjetunió népművésze († 1974)
- 1900 – Fekete István magyar író, költő, iparművész († 1970)
- 1900 – Theodosius Dobzhansky ukrán származású amerikai genetikus, zoológus († 1975)
- 1906 – Toni Ulmen német autóversenyző († 1976)
- 1909 – Ignácz Rózsa magyar író, műfordító († 1979)
- 1910 – Henri Louveau francia autóversenyző († 1991)
- 1928 – Eduard Sevardnadze grúz politikus, volt államfő († 2014)
- 1930 – Heinz Schiller svájci autóversenyző († 2007)
- 1931 – Bene Erzsébet (Dr Csillag Sándorné) magyar karikaturista
- 1931 – Németh Aladár Munkácsy Mihály-díjas magyar iparművész, érdemes művész († 2001)
- 1938 – Etta James amerikai blues énekesnő († 2012)
- 1938 – Vlagyimir Viszockij szovjet-orosz színész, énekes († 1980)
- 1939 – Carlo Cecchi olasz színész, filmrendező
- 1940 – Jakabos Ödön romániai magyar író, utazó († 1979)
- 1942 – Eusébio aranylabdás portugál labdarúgó († 2014)
- 1944 – Ráduly Mihály magyar zenész
- 1946 – Bereményi Géza Kossuth-díjas magyar író, költő, rendező
- 1946 – Pietru Pawlu Cremona domonkos szerzetes, máltai érsek
- 1948 – Vikidál Gyula Liszt Ferenc-díjas magyar énekes, színész
- 1949 – Köves Miklós magyar zenész, a Piramis (együttes) dobosa
- 1949 – Paul Nurse brit biokémikus
- 1956 – Johnny Cecotto venezuelai autóversenyző
- 1961 – Lagzi Lajcsi magyar énekes, előadóművész
- 1966 – Nagy-Kálózy Eszter Kossuth-díjas magyar színésznő
- 1971 – Luca Badoer olasz autóversenyző
- 1972 – Chantal Andere mexikói színésznő
- 1978 – Charlene Wittstock dél-afrikai úszónő, monacói hercegné
- 1980 – Karalyos Gábor magyar színész
- 1980 – Xavier Hernández spanyol labdarúgó
- 1985 – Michael Trevino amerikai színész
- 1987 – Herr Anita magyar kézilabdázó
- 1987 – Maria Kirilenko orosz profi teniszezőnő
- 1990 – Takács Péter labdarúgó, középpályás
- 1990 – Marco Koch német úszó
- 1993 – Döbrösi Laura magyar énekes és színésznő
- 1995 – Czető Ádám magyar színész
- 1996 – Váradi Gergely magyar színész
- 2002 – I Dzsongmin dél-koreai rövidpályás gyorskorcsolyázó, ifjúsági olimpikon

## Halálozások
- 844 – IV. Gergely pápa
- 1559 – II. Keresztély Dánia, Norvégia és Svédország királya (* 1481)
- 1586 – ifj. Lucas Cranach német reneszánsz festőművész (* 1515)
- 1849 – Elias Parish Alvars angol zeneszerző, hárfaművész (* 1808)
- 1852 – Fabian Gottlieb von Bellingshausen észtországi német születésű orosz admirális, felfedező (* 1778)
- 1878 – Chappon Lajos vívómester, honvédtiszt (* 1802)
- 1893 – Forró Elek honvéd ezredes (* 1813)
- 1903 – Kuncz Ignác jogtudós, az MTA tagja (* 1841)
- 1916 – Franz von Schönaich báró, osztrák táborszernagy, az Osztrák–Magyar Monarchia hadügyminisztere (* 1844)
- 1922 – Neszméry Gáspár római katolikus plébános, alesperes (* 1848)
- 1927 – Ivan Milev bolgár festőművész (* 1897)
- 1929 – gróf Almásy Imre főispán, a felsőház tagja (* 1868)
- 1939 – Schneller István pedagógiai író, egyetemi tanár (* 1847)
- 1947 – Al Capone amerikai maffiafőnök (* 1899)
- 1978 – Palló Imre Kossuth-díjas magyar operaénekes, (* 1891)
- 1982 – Mihail Andrejevics Szuszlov szovjet kommunista politikus, ideológus, az SZKP PB tagja (* 1902)
- 1984 – Boda Gábor magyar ötvös és szobrász (* 1907).
- 1987 – Rodolfo magyar bűvész (* 1911)
- 1990 – Ava Gardner amerikai színésznő (* 1922)
- 2003 – Ilku Marion József, ukrajnai magyar festő (* 1933)
- 2004 – Fanny Blankers-Koen holland atlétanő (* 1918)
- 2004 – Fehér Miklós magyar labdarúgó (* 1979)
- 2004 – Karai János magyar gépészmérnök, egyetemi tanár (* 1928)
- 2014 – Sax Gyula sakkolimpiai bajnok (* 1951)
- 2015 – Demis Roussos görög énekes (* 1946)
- 2017 – John Hurt angol színész (* 1940)
- 2021 – Mende Gaby erdélyi magyar színésznő (* 1929)

## Ünnepek, emléknapok, világnapok
- Szent Pál apostol megtérése (katolikus ünnep) - a néphit szerint ha a „pálforduló” napján süt a nap, akkor még hosszú kemény télre kell számítani.
- Brazília: São Paulo város alapításának napja, népünnepély - a várost Szent Pál apostol megtérésének ünnepnapján alapították, így a szentről nevezték el (São Paulo magyarul „Szent Pál”)
- Litvánia: Kirmeline - hagyományos pogány újévünnep[1]
- Skócia:: Robert Burns költőnek, a „skótok Petőfijének” a születésnapi estje (lásd még: Burns-vacsora)